# Tytus Chałubiński
Tytus Aureliusz Chałubiński (ur. 29 grudnia 1820 w Radomiu, zm. 4 listopada 1889 w Zakopanem) – polski lekarz, profesor patologii, botanik (briolog), działacz społeczny i polityczny, filantrop, wykładowca akademicki, filozof medycyny, taternik i miłośnik przyrody, powstaniec węgierski, pisarz. Jako pierwszy lekarz pochodzenia polskiego zdobył międzynarodową sławę i poważanie; niekiedy uznawany za najwybitniejszego Polaka drugiej połowy XIX wieku.

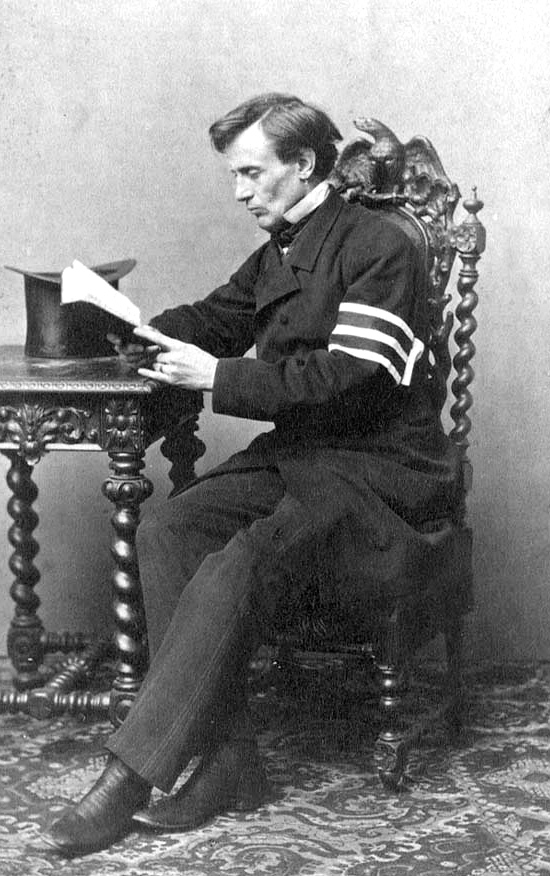
Tytus Chałubiński

Był współtwórcą Towarzystwa Tatrzańskiego i jednym z pierwszych badaczy przyrody tatrzańskiej. Na jego cześć nazwano Wrotami Chałubińskiego jedną z przełęczy w głównej grani Tatr. Popularyzator Zakopanego, w dużym stopniu przyczynił się do przekształcenia tej miejscowości w ogólnopolski ośrodek turystyki, sportu i działalności uzdrowiskowej. Był jednym z prekursorów polskiego klimatolecznictwa. Dzięki jego staraniom Zakopane zyskało pod koniec XIX wieku status stacji klimatycznej jako kurort wspomagający leczenie chorób płucnych.

## Życiorys

### Dzieciństwo i młodość (1820–1840)
Tytus Chałubiński urodził się 29 grudnia 1820 roku w Radomiu, który wówczas leżał w Królestwie Polskim (kongresowym) będącym częścią Cesarstwa Rosyjskiego, jako syn Szymona i Teodozji z Wnorowskich. Wczesne dzieciństwo spędził w Chociwku, gdzie znajdował się rodzinny majątek (folwark) Wnorowskich. W latach 1833–1838 ukończył Gimnazjum Gubernialne w Radomiu, otrzymując w 1838 roku świadectwo ukończenia VII klasy oraz rocznego kursu dla wstępujących na studia. W szkole otrzymywał wyłącznie oceny celujące z przedmiotów humanistycznych (i dwukrotnie nagrodę specjalną za biegłą znajomość języka rosyjskiego), natomiast ze ścisłych przeważnie dostateczne.
W latach 1838–1840 studiował medycynę na Akademii Medyko-Chirurgicznej w Wilnie. W tym mieście z pobudek patriotycznych wziął udział jako świadek w egzekucji Szymona Konarskiego. Stosunkowo wcześnie osierocony: jego ojciec zmarł 4 października 1830 roku, a matka zginęła 2 sierpnia 1840 roku, wpadłszy do studni w Chociwku. Wspierała go materialnie matka chrzestna, nazwiskiem Barszczewska, co umożliwiło mu kontynuowanie edukacji.

### Okres dorpacko-würzburski (1840–1845)
Po zamknięciu Akademii Wileńskiej Tytus Chałubiński kontynuował studia na Uniwersytecie Dorpackim (dzisiejsze Tartu w Estonii), jedynej niemieckojęzycznej uczelni w Imperium Rosyjskim. Niemiecki był już szóstym opanowanym przez niego językiem (obok polskiego, rosyjskiego, francuskiego, łaciny i greki klasycznej). W Dorpacie, zarzuciwszy chwilowo medycynę po złożeniu egzaminów połowicznych, poświęcił się studiom przyrodniczym ze szczególnym uwzględnieniem botaniki. W roku 1841 opublikował w Nadwiślaninie swój pierwszy artykuł naukowy – o zasadach botaniki i fizjologii roślinnej. 14 kwietnia 1843 uzyskał dyplom kandydata filozofii (za której dziedzinę było wówczas uważane przyrodoznawstwo) na podstawie pracy, której tytuł w przekładzie na język polski brzmiał „Historyczny przegląd mniemań o płciowości i sposobie zapładniania roślin”.
Na Uniwersytecie Dorpackim został członkiem najstarszej polskiej korporacji akademickiej, Konwentu Polonia. W tym czasie ćwiczył się amatorsko w szermierce, osiągając w niej znaczną biegłość. Stał się też wkrótce głównym autorem reformy Konwentu, która de facto przekształciła go z organizacji birbanckiej w naukową. Dokonał również swojego pierwszego wyczynu politycznego, za pomocą fortelu prawnego uwalniając stowarzyszenie spod zależności od niemieckich bractw uniwersyteckich. Zmiany te odniosły pożądane skutki: odsetek Polaków wieńczących studia w Dorpacie uzyskaniem dyplomu wzrósł do 80%, wśród Niemców pozostając na poziomie 30%.
Tytus Chałubiński w wyniku tych działań zdobył ogromną popularność wśród studentów (kiedy jednak opuścił już studia, w ciągu kolejnych ośmiu lat tarcia narodowościowe pociągnęły za sobą dwanaście ofiar śmiertelnych, zanim niemieccy korporanci ostatecznie uznali prawo Polaków do samorządności). Zawarł w Dorpacie przyjaźnie, które w pewnym zakresie zaważyły na jego dalszym życiorysie: z Ludwikiem Natansonem, a zwłaszcza z Kazimierzem Krzywickim. Zakochał się w Antoninie Wilde, młodszej od siebie o około pięć lat córce sędziego; po kilku latach znajomości doszło do zaręczyn. Wówczas (w semestrze letnim 1843 roku) powrócił do studiów medycznych, pragnąc zdobyć zawód pozwalający na utrzymanie rodziny. Narzeczoną pozostawił pod opieką Krzywickiego, który udzielał jej lekcji języka polskiego, a później także anatomii stosowanej.
Dla ukończenia studiów wyjechał na rok akademicki 1843–1844 do Würzburga, gdzie było to możliwe w trybie przyspieszonym. Mylne jest natomiast często powtarzane przekonanie, jakoby wybrał to miasto dla nawiązania kontaktu z podziwianym przez siebie botanikiem Matthiasem Schleidenem, gdyż ten ostatni podówczas nie wykładał w Würzburgu, tylko w Jenie. Dyplom doktora medycyny i chirurgii Tytus Chałubiński uzyskał na Uniwersytecie Juliusza i Maksymiliana w Würzburgu 13 lipca 1844 na podstawie rozprawy Ueber den Harn in physiologischer und pathologischer Hinsicht („O moczu ze stanowiska fizjologicznego i patologicznego”). W tym czasie dowiedział się jednak, że Kazimierz Krzywicki i Antonina Wilde pragną się pobrać.
Choć pełna rekonstrukcja wydarzeń jest niemożliwa (ze względu na sprzeczności w istniejących przekazach), wydaje się prawdopodobne, że doktor Chałubiński zerwał zaręczyny z własnej inicjatywy, uznając to za słuszne i honorowe wyjście. Przez pewien czas zmagał się z myślami samobójczymi, ale powrócił do równowagi psychicznej dzięki wsparciu sióstr. Według anegdoty miał zapowiedzieć Krzywickiemu, że ten otrzymuje jego własne szczęście w darze w imię przyjaźni, lecz za wiele lat będzie musiał zdać mu sprawę ze szczęścia ukochanej. Wobec braku potrzeby dalszego pośpiechu doktor pozostał w Würzburgu, gdzie z pomocą profesora Augusta Schenka do lutego 1845 roku napisał nowatorską pracę botaniczną Zur Entwickelungsgeschichte der Spaltöffnungen, lecz z niezupełnie znanych przyczyn nie ogłosił jej drukiem. Następnie dla zdobycia doświadczenia medycznego odbył kilkumiesięczną podróż po znanych klinikach europejskich.

### Wczesny okres warszawski (1845–1855)

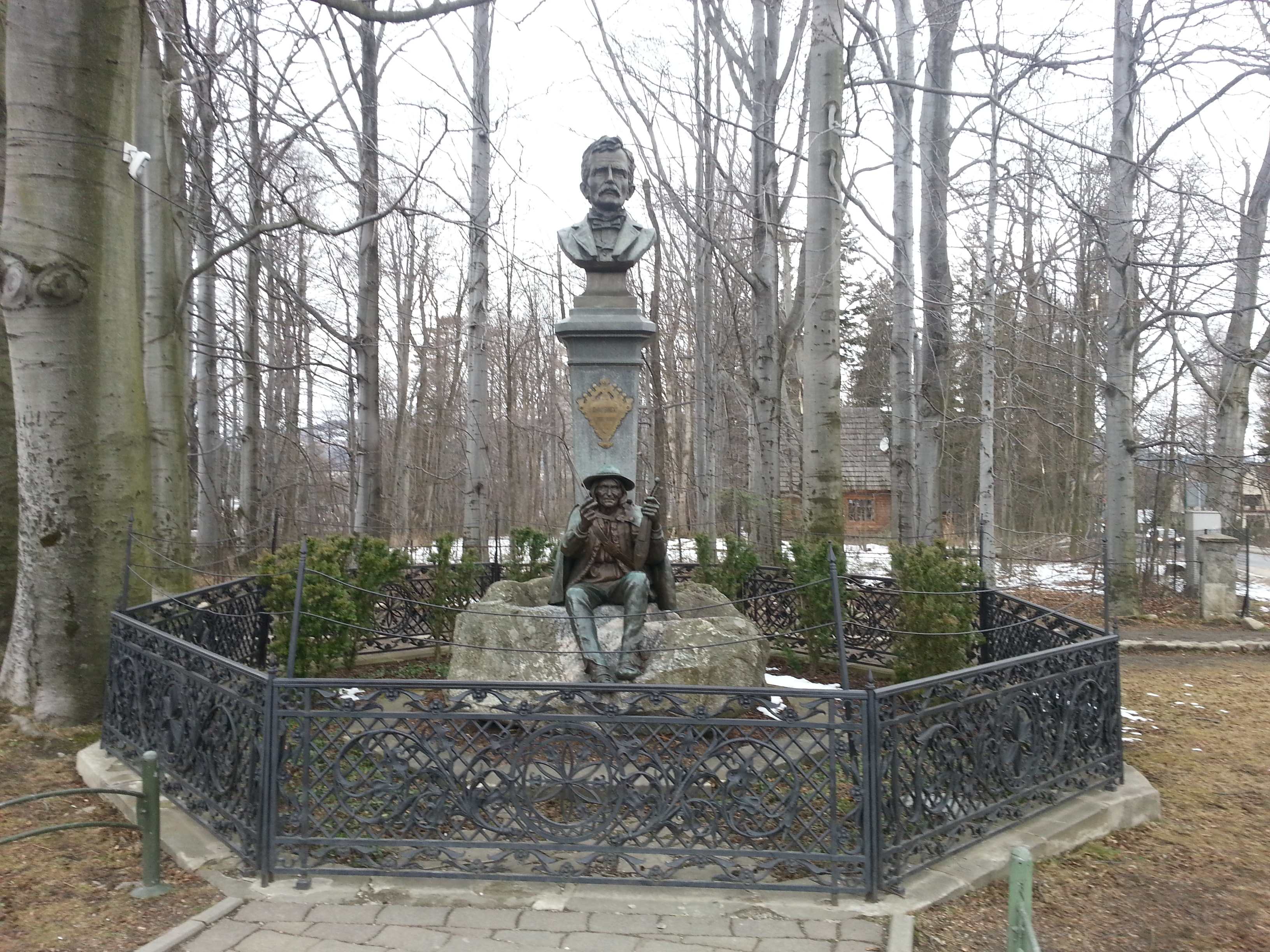
Pomnik Tytusa Chałubińskiego i Sabały. Sabała w prawej dłoni trzyma smyczek (często niszczony)

Od roku 1845 (prawdopodobnie od lata lub jesieni) mieszkał w Warszawie, gdzie rozpoczął praktykę lekarską w Szpitalu Ewangelickim pod kierunkiem Ferdynanda Dworzaczka. 2 czerwca 1846 roku nostryfikował swój dyplom przed Radą Lekarską Królestwa Polskiego. Według Tadeusza Seweryna praktykował jako lekarz w Tomaszowie Mazowieckim, czemu jednak przeczą inne zachowane źródła. 3 listopada 1847 roku przejął oddział chorób wewnętrznych Szpitala Ewangelickiego po ociemniałym doktorze Dworzaczku. Nie został jednak wówczas (jak to się często podaje) lekarzem naczelnym tego szpitala – otrzymał tę nominację dopiero 23 marca 1855 roku.
Tytus Chałubiński prowadził także praktykę prywatną, cieszącą się ogromną popularnością. Od niezamożnych pacjentów nie pobierał honorariów, a nawet wspomagał ich finansowo; w roku 1851 został członkiem Warszawskiego Towarzystwa Dobroczynności. W ciągu kilku lat zyskał opinię najwybitniejszego lekarza w Warszawie, na co istotny wpływ wywarła także epidemia cholery, która była wówczas uznawana za chorobę śmiertelną. Spośród 126 leczonych przez niego ofiar umarło tylko 35 (27,8%). W 1847 roku został wybrany na czynnego członka, a 30 stycznia 1849 roku na sekretarza Towarzystwa Lekarskiego Warszawskiego. Jego pierwszym wystąpieniem przed tym gremium był odczyt na temat teorii niemieckiego lekarza Johanna Rademachera.
W roku 1846 opublikował w Bibliotece Warszawskiej artykuł zatytułowany „Rzut oka na dzieje botaniki i na stosunek jej do innych umiejętności przyrodzonych”; w styczniu został także mianowany członkiem Królewskiego Towarzystwa Botanicznego w Ratyzbonie. Trzy lata później wydrukowano jego monumentalny przekład podręcznika: Wykład początków botaniki przez Adriana de Jussieu. To 775-stronicowe, obfitujące w nową terminologię dzieło wywarło istotny wpływ na rozwój polskiej botaniki, a zarazem na kilkadziesiąt lat zakończyło działalność Tytusa Chałubińskiego na tym polu. Przejściowo zajął się chemią, finansując z własnych środków budowę dopiero drugiego laboratorium chemicznego w Warszawie. Później jego pasją stała się mineralogia.
18 października 1848 roku ożenił się z siedemnastoletnią Antoniną Kozłowską, która 15 września 1849 roku urodziła ich syna imieniem Franciszek, ale w maju 1850 roku zmarła na gruźlicę płuc o piorunującym przebiegu. Otrząsnąwszy się po tym ciosie, 29 maja 1852 roku wszedł w następny związek małżeński z Anną Magdaleną z Leszczyńskich, córką Ignacego, przez przeważającą większość biografów komentowany jako bardzo niedobrany. Motywem stojącym za tą decyzją mogło być pragnienie zapewnienia synowi odpowiedniej atmosfery rodzinnej. Wkrótce urodziły się następne dzieci: 20 marca 1853 roku Maria Chałubińska, a 30 grudnia 1854 roku Eugeniusz Chałubiński.
Uczestnictwo w charakterze lekarza ambulansowego w powstaniu węgierskim (1848–1849), być może na osobistą prośbę Józefa Bema, należy do najbardziej tajemniczych epizodów w życiu Tytusa Chałubińskiego. Jest wspominane w bardzo wielu pracach, jednak Adam Wrzosek – autor najpełniejszej biografii doktora – uważał je za mało prawdopodobne z uwagi na brak potwierdzenia w źródłach z epoki, a także nieobecność tego wątku w najwcześniejszych życiorysach. Nowsze opracowania, po odnalezieniu kilku kolejnych przesłanek, skłaniają się jednak ku prawdziwości tej historii. Udział w powstaniu musiał być krótkotrwały z uwagi na liczne inne obowiązki. Możliwe jest również (choć bardzo niepewne), że w drodze powrotnej lekarz pierwszy raz odwiedził Tatry, które później miały odegrać ważną rolę w jego życiu. W przeciwnym razie jego pierwsza wizyta w tych górach przypadałaby prawdopodobnie na rok 1852, kiedy to – spędzając miesiąc miodowy w Szczawnicy – miał odbyć kilka wycieczek tatrzańskich z Jerzym Alexandrowiczem i Karolem Jurkiewiczem, towarzyszami jego wypraw mineralogicznych w góry Harzu, Alpy wschodnie i Karpaty w Siedmiogrodzie (data wynika z jego książki Sześć dni w Tatrach, jednak niektórzy historycy uznają ją za błędnie podaną i utożsamiają ów wyjazd z odbytym w roku 1857). W marcu 1852 roku był skazany na krótkotrwały dozór policyjny wskutek podejrzeń o udział lub zamiar udziału w wydarzeniach Wiosny Ludów.

### Środkowy okres warszawski (1855–1864)
W latach 1855–1859 Tytus Chałubiński należał do rozmaitych komisji badawczych powoływanych przez Towarzystwo Lekarskie Warszawskie. 9 grudnia 1856 roku został ordynatorem w Szpitalu Dzieciątka Jezus – największym w Warszawie – w związku z czym 21 stycznia 1857 roku zrezygnował ze stanowiska naczelnego lekarza Szpitala Ewangelickiego. Motywem tej decyzji była prawdopodobnie chęć organizacji kliniki chorób wewnętrznych w porozumieniu z Fiodorem Cycurinem (organizującym wówczas Akademię Medyko-Chirurgiczną w Warszawie), do czego Szpital Dzieciątka Jezus miał dogodniejsze warunki i co istotnie nastąpiło po kilku latach.
Na rozwoju kariery lekarskiej cieniem położyła się jednak wówczas poczwórna tragedia rodzinna: Ignacy Leszczyński (teść doktora) został zamordowany w Belnie 28 czerwca 1857 roku, jego żona Urszula zmarła tejże nocy w Warszawie, a około tego samego czasu kilkuletnich Marię i Eugeniusza Chałubińskich zabiła błonica, wobec której ówczesna medycyna była właściwie bezradna. W rezultacie małżonkowie oddalili się od siebie znacząco: Anna z Leszczyńskich poświęciła się całkowicie aktywności religijnej, a Tytus Chałubiński, oprócz praktyki lekarskiej, zajął się intensywnie mineralogią. Jego kolekcja rozrosła się z czasem do 3000 okazów, wśród nich wielu unikatów, i należała do najcenniejszych zbiorów minerałów na świecie, dopóki nie uległa rozproszeniu i częściowemu zniszczeniu w czasie obydwu wojen światowych. Odbył też kolejne wyjazdy w Tatry: w roku 1857 w tym samym towarzystwie, zaś rok później z Aleksandrem Balickim. Zostali oni wówczas obrabowani podczas zwiedzania Doliny Pięciu Stawów Polskich, choć nie jest zupełnie jasne, czy był to prawdziwy napad zbójnicki. 28 maja 1858 roku doktorowi urodziła się córka, Jadwiga, a 2 sierpnia 1860 roku syn, Ludwik.

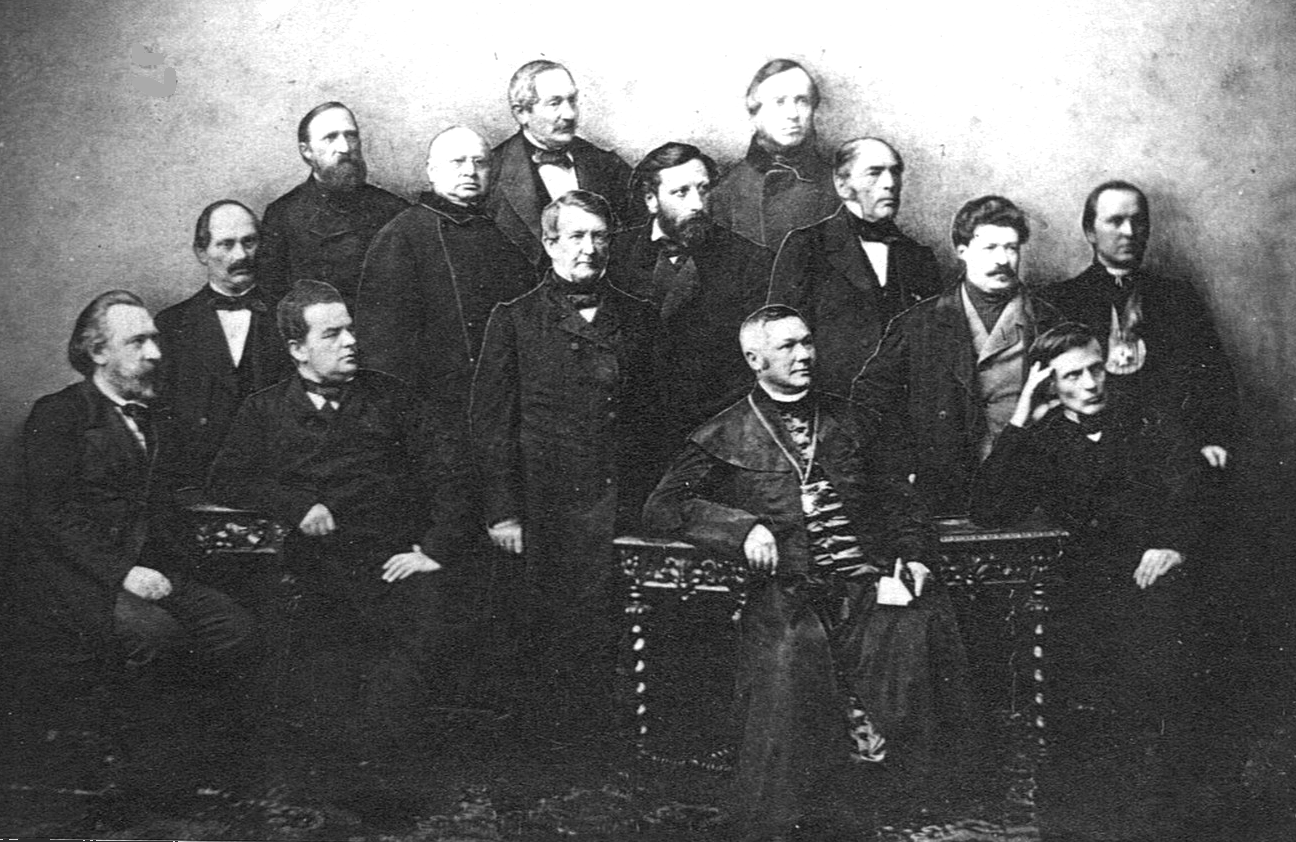
Fotografia Delegacji Miejskiej autorstwa Karola Beyera; Tytus Chałubiński siedzi ostatni po prawej

W końcu lipca 1859 roku został pierwszym wykładowcą terapii szczegółowej w Akademii Medyko-Chirurgicznej w Warszawie jako pełniący obowiązki profesora, a 15 października tegoż roku wygłosił wstępny wykład. Z pomocą Ignacego Baranowskiego, którego mianował swoim asystentem, 23 października 1860 roku otworzył klinikę akademicką w Szpitalu Dzieciątka Jezus. Stało się to także zaczątkiem dozgonnej przyjaźni pomiędzy obydwoma lekarzami.
Począwszy od roku 1861 Tytus Chałubiński odgrywał, jako działacz obywatelski, doniosłą rolę polityczną. 26 lutego wziął udział w naradzie, związanej z zaostrzającymi się nastrojami społeczeństwa Warszawy, gdzie został wybrany do ułożenia oficjalnego listu z żądaniami do namiestnika Królestwa Polskiego, Michaiła Gorczakowa. Następnego dnia sytuacja zmieniła się, ponieważ wojsko rosyjskie zastrzeliło pięciu demonstrantów i w każdej chwili groził wybuch powstania. W odpowiedzi w nocy z 27 na 28 lutego powołano Delegację Miejską, w skład której wszedł między innymi Tytus Chałubiński. Gorczakow niespodziewanie przystał na żądania Delegacji i usunął wojsko z Warszawy, a doktor zajął się formowaniem straży obywatelskiej, złożonej przeważnie z jego studentów i chwalonej później za skuteczność działania. Delegacja skierowała także adres do cara Aleksandra II, który wyraził zgodę na pewne reformy, ale zarazem nakazał zawieszenie jej funkcjonowania. Lekarz kontynuował działalność patriotyczną w innych formach. 8 kwietnia poprzez interwencje u Aleksandra Wielopolskiego i Michaiła Gorczakowa zdołał zatrzymać masakrę ludności na placu Zamkowym, z narażeniem życia przedostając się przez tłumy demonstrantów i szeregi żołnierzy rosyjskich.
Po ustaniu demonstracji mógł powrócić do normalnej aktywności akademicko-klinicznej. Oprócz tego, w związku z zachodzącymi reformami, intensyfikował działalność społeczną. Od 16 września 1861 był członkiem Rady Wychowania i pracował z Józefem Korzeniowskim nad unowocześnieniem szkolnictwa średniego. Kazimierz Krzywicki, który pracował jako urzędnik carski w Petersburgu i został do tego czasu rzeczywistym radcą stanu, 8 czerwca 1862 roku zjawił się w Warszawie z zadaniem reorganizacji systemu nauczania w Królestwie Kongresowym. Tytus Chałubiński, utrzymujący przyjacielskie kontakty z obojgiem Krzywickich, wsparł go w ogromnym zakresie podczas pospiesznego tworzenia Szkoły Głównej Warszawskiej, częściowo opierając ją na strukturach Akademii Medyko-Chirurgicznej.
25 listopada 1862 roku otwarta została Szkoła Główna Warszawska, a Tytus Chałubiński, wykładowca kliniczny na Wydziale Lekarskim, otrzymał z tej okazji nominację na profesora zwyczajnego. W 1862 roku został także wybrany na członka Cesarskiego Towarzystwa Lekarskiego Wileńskiego oraz Towarzystwa Lekarzy Podolskich; od 27 października prowadził ponadto Radę Nadzorczą Ogrodu Botanicznego w Warszawie. Ze względu na otaczający go powszechny szacunek, dla załagodzenia nastrojów społecznych formułował również opinie dla władz w charakterze zbliżonym do amicus curiae, między innymi w sprawie traktowania więźniów w Cytadeli Warszawskiej. Jeszcze w marcu 1863 roku został członkiem Rady Głównej Opiekuńczej Zakładów Dobroczynnych. Sprzeciwiał się organizacji powstania styczniowego, przewidując, że doprowadzi ono do katastrofy. W znacznej mierze zapobiegł masowemu przystąpieniu studentów Szkoły Głównej Warszawskiej do powstania. Pomimo takiej postawy, pod koniec roku 1863 był krótkotrwale osadzony na Pawiaku, ponieważ rosyjskie władze obawiały się jego wpływu na społeczeństwo. Starania Kazimierza Krzywickiego, Józefa Mianowskiego (rektora SGW) oraz żony zmarłego już Gorczakowa poskutkowały uwolnieniem profesora, otrzymał on jednak nakaz wyjazdu z Królestwa Kongresowego.

### Późny okres warszawski (1864–1873)
Po krótkim pobycie w Paryżu, w marcu 1864 roku Tytus Chałubiński osiadł w Dreźnie, dokąd wyemigrował Kazimierz Krzywicki po złożeniu dymisji (jego pozycję polityczną podważył bowiem upadek margrabiego Aleksandra Wielopolskiego). Tam profesor zajął się przejściowo historią sztuki, pisząc słownik (encyklopedię) malarzy i rzeźbiarzy, którego jednak nie ukończył i pozostawił w rękopisie. W tym okresie stosunki pomiędzy obojgiem Krzywickich pogarszały się, odnowiły się natomiast uczucia pomiędzy lekarzem a jego dawną narzeczoną. Na jesieni 1864 roku Kazimierz Krzywicki wyjechał z dziećmi do Genewy, Antonina z Wildów do swojego ojca Filipa w Dorpacie, a Tytus Chałubiński – otrzymawszy zezwolenie władz – powrócił do Warszawy.
Kontynuował prowadzenie zajęć uniwersyteckich, praktykę kliniczną (przeniesioną wówczas do nowocześniejszego Szpitala św. Ducha w Warszawie) oraz prywatną. 5 stycznia 1865 roku przedłożył władzom wstępny projekt przekształcenia Szkoły Głównej w Uniwersytet Warszawski. 22 marca otrzymał od Krzywickiego list zrywający przyjaźń i żądający zaniechania kontaktów z jego żoną. W sierpniu tegoż roku rozpoczął się proces rozwodowy Krzywickich. W ciągu następnych dwóch lat profesor ciężko pracował, prowadząc największą liczbę pacjentów spośród wszystkich lekarzy w Warszawie. W roku 1867 podjął starania o stwierdzenie nieważności małżeństwa z Anną z Leszczyńskich, z którą już od dawna nie miał dobrych relacji. Wówczas rozległa, dysponująca silnymi koneksjami rodzina żony zaczęła snuć przeciwko niemu intrygi, podburzając kręgi kościelne. W tym samym czasie wystąpiła ponadto kolejna epidemia cholery. Pod koniec roku, prawdopodobnie w wyniku przepracowania, ciężko zapadł na zdrowiu.
Wiadomo, że stan Tytusa Chałubińskiego był zagrażający życiu (nie jest jednak znana żadna przypuszczalna diagnoza). Na początku stycznia 1868 roku odwiedził on w Berlinie dla konsultacji cenionego lekarza Ludwiga Traubego, który zalecił mu całkowity i długotrwały odpoczynek w ciepłym klimacie. Profesor wyjechał na południe Francji wraz z Antoniną Krzywicką, która opiekowała się nim w chorobie. Ze względu na złe rokowania chciał zrezygnować z katedry uniwersyteckiej, ale Józef Mianowski z własnej inicjatywy udzielił mu wyjątkowo długiego urlopu dla poratowania zdrowia. Lekarz był także zdecydowany pozostać na emigracji w przypadku, gdyby jego plany rodzinne okazały się niemożliwe do przeprowadzenia, jednak w czerwcu 1868 roku Antonina z Wildów otrzymała rozwód, a jego samopoczucie powoli poprawiało się. 12 listopada 1868 roku powrócił do Warszawy oraz do praktyki lekarskiej.
W połowie roku 1869, po stwierdzeniu nieważności poprzedniego małżeństwa, Tytus Chałubiński ożenił się trzeci raz – z Antoniną Wilde (primo voto Krzywicką). Z Anną z Leszczyńskich utrzymywał poprawne stosunki: wspierał ją finansowo, wspólnie podejmowali wszelkie decyzje dotyczące dzieci. W tym samym roku SGW została przekształcona w Uniwersytet Warszawski, ale zarazem zrusyfikowana. Profesor otrzymał jeszcze dwuletnie prawo wykładania po polsku, ale w roku 1871 został usunięty z katedry przez władze rosyjskie, mimo że – zgodnie ze swoim rozumieniem patriotyzmu – wyrażał gotowość do nauczania, w razie konieczności, także w tym języku. Bardzo rozpowszechniona w piśmiennictwie jest błędna wiadomość, jakoby zrezygnował z wykładania w proteście przeciw rusyfikacji. Odtąd pracował wyłącznie w formie prywatnej praktyki. W roku 1872 otrzymał jako rodzaj przeprosin Order Świętej Anny drugiej klasy, wobec którego zareagował oburzeniem. W tym samym roku pogodził się z Kazimierzem Krzywickim, na czym bardzo mu zależało. 20 lutego 1873 roku byli uczniowie wyprawili na jego cześć ucztę w Resursie Kupieckiej i ustanowili nagrodę jego imienia, przyznawaną co kilka lat przez Towarzystwo Lekarskie Warszawskie za najlepszą pracę medyczną.

### Okres zakopiański (1873–1884)
Z początkiem lat 70. Tytus Chałubiński poznał w Warszawie świetną, ale mało znaną jeszcze aktorkę Helenę Modrzejewską, już wówczas zauroczoną Tatrami i Zakopanem. Z jej namowy w lipcu 1873 roku przyjechał z rodziną na wakacje do Zakopanego. 3 sierpnia wziął udział w przyjęciu u Ludwiga Eichborna, gdzie poparł wysunięty przez Feliksa Pławickiego projekt założenia Towarzystwa Tatrzańskiego. W sierpniu ufundował także żelazny krzyż na szczycie Gubałówki, wotum za pojednanie z Kazimierzem Krzywickim. 1 września wybuchła epidemia cholery. Pierwszy chory, Jędrzej Roj, umarł po kilku godzinach od wystąpienia objawów, kolejne przypadki miały podobnie gwałtowny przebieg. Górale próbowali hamować zachorowania, opuszczając dom dotknięty zarazą i zabijając go deskami, zagrzebując chorych po szyję w glebie oraz spożywając nadmierne ilości alkoholu – metody te nie przynosiły efektów. Profesor, pomimo braku podstawowego wyposażenia medycznego, przystąpił do zwalczania epidemii i czynił to skutecznie. Na własny koszt sprowadził z Krakowa lekarstwa oraz (w ramach działań profilaktycznych) ponad pół tony żywności, usunął zanieczyszczone studnie. Do 10 października zachorowania ustały. Tytus Chałubiński uratował też wielu chorych, między innymi zakopiańskiego proboszcza, Józefa Stolarczyka. Odtąd górale darzyli lekarza wielkim szacunkiem, on zaś rokrocznie spędzał lato w Zakopanem, pracując nad rozwojem regionu.
W roku 1874 opublikował książkę zatytułowaną „Metoda wynajdywania wskazań lekarskich. Plan leczenia i jego wykonanie”. W zamyśle miała ona stanowić kontynuację działalności pedagogicznej, służąc jako podręcznik dodatkowy dla studentów medycyny. Praca ta bywa zaliczana do najcenniejszych polskich dzieł medycznych, choć ze względu na postęp tej nauki jej znaczenie jest współcześnie w znacznej mierze historyczne. Jej wczesne recenzje były jednak w znacznej mierze niekorzystne: pozytywnie pisali o niej Ignacy Baranowski i Stanisław Janikowski, negatywnie natomiast Stanisław Markiewicz, Ferdynand Skobel i Henryk Łuczkiewicz. W roku następnym, 1875, wydano najobszerniejszą pracę medyczną Tytusa Chałubińskiego, poświęconą leczeniu malarii: „Zimnica. Studium ze stanowiska praktycznego”. Również i ta książka spotkała się z mieszanym przyjęciem, co skutecznie zniechęciło autora do kontynuowania zamierzonego cyklu.
Począwszy od roku 1876, profesor powrócił do naukowego zajmowania się botaniką, a mianowicie mchami tatrzańskimi. Materiały do badań zbierał podczas oryginalnych przedsięwzięć zwanych „wycieczkami bez programu”, masowych wypraw tatrzańskich powiązanych z obozowaniem w górach. 17 września tegoż roku wygłosił długi, entuzjastycznie przyjęty odczyt na V Zjeździe Rosyjskich Przyrodników i Lekarzy, wzywając do reformy szkolnictwa średniego, co ostatecznie okazało się jednak bezowocne. W roku 1874 lub w pierwszej połowie 1875 został członkiem zwyczajnym Towarzystwa Tatrzańskiego, a 27 maja 1877 roku jego członkiem honorowym. Zaszczyt ten Towarzystwo uzasadniło stwierdzeniem, że lekarz zachęcał do przyjazdu pod Tatry wielu turystów i przyczyniał się w ten sposób do podniesienia lokalnego poziomu cywilizacyjnego. Istotnie, Tytus Chałubiński propagował Zakopane jako miejscowość nadającą się do terapii klimatycznej osób cierpiących na schorzenia układu oddechowego.
5 listopada 1878 roku w Görbersdorfie zmarł na gruźlicę Franciszek Chałubiński. 8 września 1879 roku urodziła się Maria Surzycka, córka Jadwigi Surzyckiej (de domo Chałubińskiej) i pierwsza wnuczka profesora, a 18 stycznia 1882 roku urodziła się jej młodsza siostra, Anna Surzycka. Również w roku 1879 Tytus Chałubiński opublikował Sześć dni w Tatrach, jedyną swoją książkę o tej tematyce. W roku 1880 został mianowany członkiem honorowym Towarzystwa Lekarskiego Serbskiego. W następnym roku wybrano go pierwszym prezesem Kasy im. Józefa Mianowskiego, najważniejszej organizacji naukowej pod zaborem rosyjskim. 7 października tegoż roku założono czasopismo Wszechświat, którego był współredaktorem i współwłaścicielem. W roku 1882 opublikował Grimmieae tatrenses, ex autopsia descripsit et adumbravit, napisaną po łacinie pracę poświęconą mchom tatrzańskim. W tymże roku ukazała się książka Tatry i Podhalanie Augusta Wrześniowskiego. Lekarz był jej współautorem, na własną prośbę nie został jednak wymieniony jako takowy. W roku 1883 podjął się także zadań współredaktora Pamiętnika Fizjograficznego.
W tym okresie profesor Chałubiński prowadził na Podtatrzu długofalowo zaplanowaną działalność charytatywną. Rozpowszechniał wśród górali pojęcie o higienie i zapobieganiu chorobom, jak również świadomość zagadnień prawnych. Jako pierwszy zaznajamiał ich z kulturą uprawy roli, zachęcając do stosowania płodozmianu, a także sprowadzając nasiona koniczyny białoróżowej i sparcety. Z jego inicjatywy w 1876 w Zakopanem została założona przez Towarzystwo Tatrzańskie Szkoła Snycerska (później Przemysłu Drzewnego) dla ubogich chłopców, w której zarządzie był w 1887 roku. W 1883 na jego wniosek i przy wsparciu finansowym Heleny Modrzejewskiej powstała Krajowa Szkoła Koronkarska (później Technikum Tkactwa Artystycznego) dla ubogich dziewcząt, otwarta 1 maja 1883. Razem z Heleną Modrzejewską zasiadał w zarządzie tej szkoły. Uczniowie i absolwenci obu szkół zajmowali się ręczną produkcją pamiątek regionalnych na potrzeby rozwijającego się gwałtownie przemysłu turystycznego. Doprowadził także do powstania kasy wzajemnej pomocy pożyczkowej. Sam także wspierał finansowo poszczególnych górali, jak na przykład Wojciecha i Józefa Rojów. Bezpłatnie udzielał potrzebującym pomocy medycznej, z braku innych lekarzy praktykujących w okolicy podejmując się nawet przeprowadzania zabiegów operacyjnych, czego nie czynił od czasów powstania węgierskiego. Wskutek tych istotnych i różnorodnych zasług, wiele osób (zresztą nie tylko Podhalan) wierzyło, że jest on obdarzony mocami nadprzyrodzonymi. Każdorazowo też, kiedy przyjeżdżał na Podtatrze, mieszkańcy wysyłali mu naprzeciw orszak honorowy, budowali prowizoryczną bramę triumfalną i strzelali na wiwat z broni palnej. Literatura przedmiotu, w której brakuje aktualnej biografii naukowej, uznaje go za najwybitniejszą postać w historii Tatr i Zakopanego. Związana z tym miastem legenda Chałubińskiego przetrwała upływ lat.

### Choroba i śmierć (1884–1889)

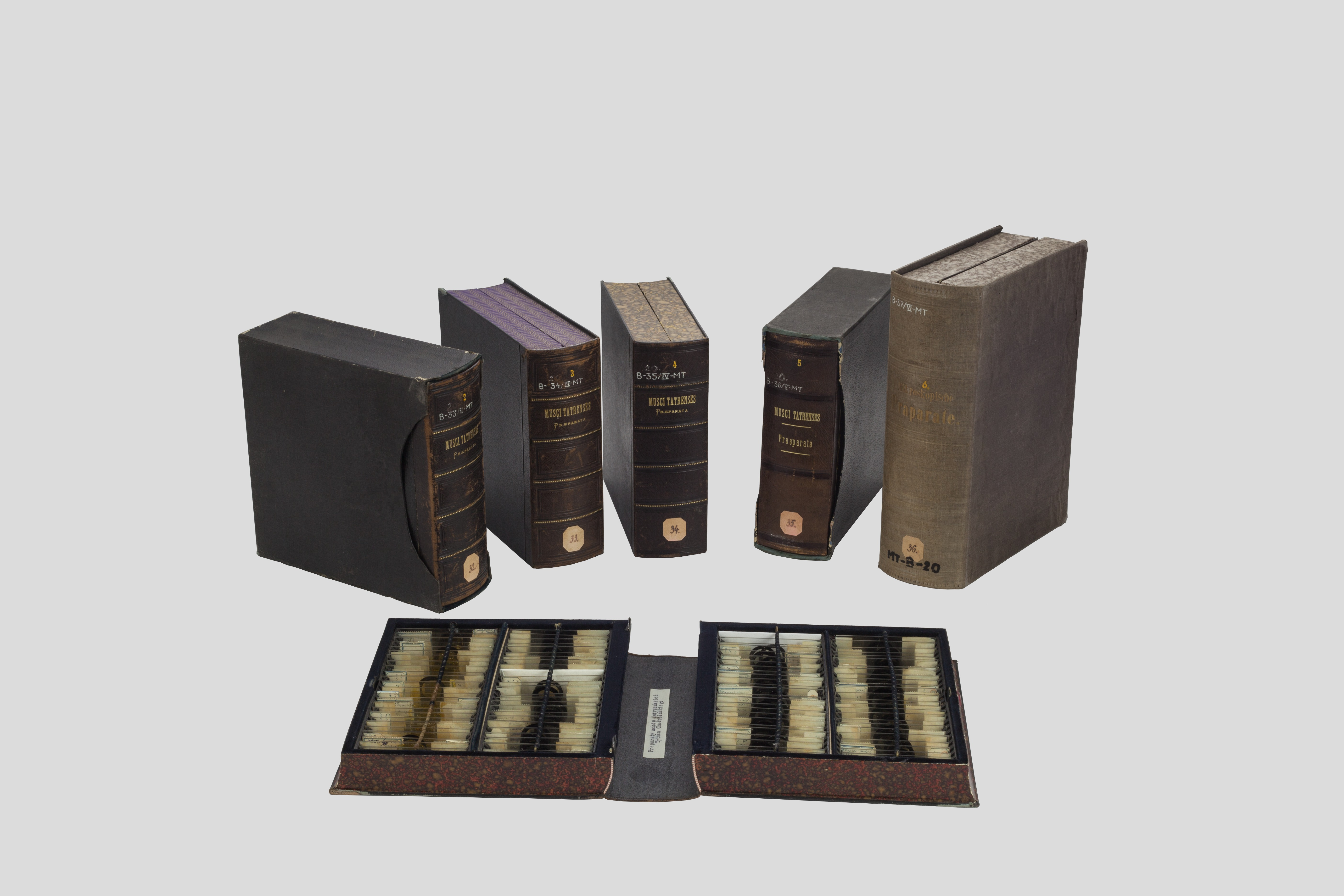
Zielnik mchów tatrzańskich Tytusa Chałubińskiego

Począwszy od roku 1884 Tytus Chałubiński miewał przejściowe ataki niedowładu oraz częste omdlenia. Poruszał się z coraz większym trudem. 10 października 1885 roku z powodu pogorszenia stanu zdrowia ustąpił ze stanowiska prezesa Kasy im. Józefa Mianowskiego, kontynuował natomiast praktykę lekarską. W tym samym roku, wskutek jego starań, Zakopane otrzymało oficjalny status uzdrowiska. W roku 1886 opublikował obszerną pracę Enumeratio muscorum frondorosum Tatrensum hucusque cognitorum, także łacińskojęzyczną, która stanowiła ukoronowanie i podsumowanie jego badań nad mchami spotykanymi w Tatrach oraz ugruntowała jego światową sławę briologiczną (bardzo pochlebną opinię wyrażał o nim między innymi Robert Braithwaite). Do tego dzieła dołączona była mapa Tatr jego autorstwa w skali 1:150 000, wraz z wykazem nazewnictwa lokalnego. W listopadzie tego samego roku urodziła się Jadwiga Surzycka (imienniczka matki), trzecia wnuczka profesora.
W lipcu 1887 roku doznał chwilowej poprawy i zorganizował „wycieczkę bez programu” na Rohacze, na początku której dotknął go jednak udar mózgu. Przewieziono go z powrotem do Zakopanego w skrajnie ciężkim stanie. Przeżył, lecz pozostał połowicznie sparaliżowany. Wobec niezdolności do praktyki lekarskiej, postanowił osiąść na stałe w Zakopanem, gdzie wybudował sobie dom już w latach 1881–1882. W listopadzie 1887 roku zmarła jego najmłodsza wnuczka, Jadwiga, w związku z czym w roku następnym odwiedził córkę i pozostałe wnuczki w Petersburgu, gdzie wówczas mieszkały – był to jego ostatni wyjazd z Zakopanego. W marcu 1889 roku jego córka urodziła swojego jedynego syna, Tomasza, natomiast 2 kwietnia profesor otrzymał godność członka honorowego Towarzystwa Lekarskiego Warszawskiego. Około tego czasu przebył ciężkie zapalenie płuc, które niemal doprowadziło go do śmierci. Zachowywał pełną sprawność intelektualną, udzielał wskazówek Józefowi Morozewiczowi badającemu budowę geologiczną Tatr, sporadycznie uczestniczył w konsyliach. Zmarł 4 listopada 1889 roku w godzinach popołudniowych. Cztery dni później został pochowany na cmentarzu na Pęksowym Brzyzku (kw. L-III-17).

## Kariera medyczna

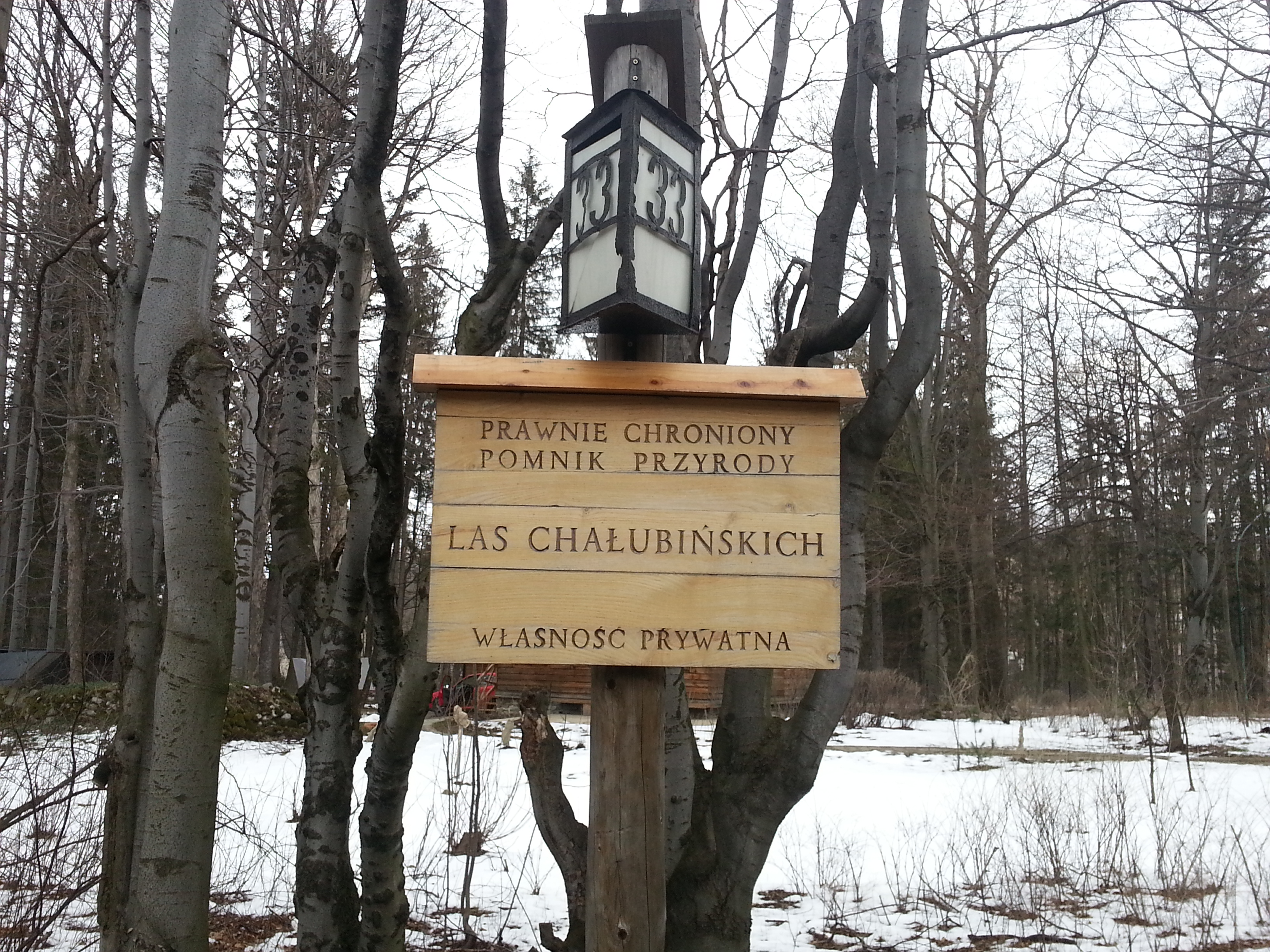
Pomnik przyrody „Las Chałubińskich”, ufundowany przez Stefana Chałubińskiego na gruntach odziedziczonych po dziadku

Złożywszy wymagane egzaminy, w roku 1846 Tytus Chałubiński podjął pracę lekarską w Warszawie, przyjmując chorych we własnym gabinecie oraz w Szpitalu Ewangelickim. Szybko stał się sławnym lekarzem, zarówno dzięki swojemu talentowi (zwłaszcza w dziedzinie diagnostyki), jak i chęci do bezinteresownego wspierania potrzebujących. Ponieważ wystarczały mu dochody z prywatnej praktyki, całą pensję szpitalną przeznaczał na potrzeby chorych. Brał intensywny udział w pracach Towarzystwa Lekarskiego Warszawskiego, wygłaszając odczyty i dyskutując nad nowymi teoriami. Dowodził przydatności w medycynie patomorfologii, będącej wówczas bardzo nowoczesną nauką, a także badań fizykalnych; zachęcał do wstrzemięźliwości w jedzeniu i rezygnacji z używania lekarstw, których skuteczność nie jest dowiedziona; sprzeciwiał się stosowaniu opioidów z wyjątkiem stanów terminalnych. Polecał wywoływanie wymiotów żółciowych we wczesnej fazie przebiegu cholery; choć obecnie metoda ta jest uważana za bezpodstawną, osiągał z nią wyjątkowo dobre w swoich czasach rezultaty kliniczne.
W ciągu dekady po doktoracie, który miał pewną wartość naukową jako kompletne przedstawienie ówczesnego stanu nauki o moczu, opublikował tylko kilka artykułów medycznych, krótkich i przeważnie o charakterze kazuistycznym: Sprawozdanie z czynności Towarzystwa Lekarskiego Warszawskiego w r. 1849, Obraz chorób panujących w Warszawie w r. 1849, Cholera, jej istota (1851), Gastrocholia (1851), Ospa skorbutyczna (variola putrida) (1851), Atrofia i rak wątroby (1852), Przeistoczenie nerki w guz mózgowy (1854), Sciatyka (ischias postica) (1854), Prosopalgia Fotergilli (1854). W kolejnych latach należał do komisji w celu zbadania zagadnienia kołtuna oraz aktywizacji członków Towarzystwa; po przyjęciu katedry uniwersyteckiej sam przestał być czynny jako członek, zajmując się nowymi obowiązkami. W związku z nauczaniem studentów, których często wspierał finansowo, napisał także następne artykuły: Wykład patologii i terapii szczegółowej w dwóch częściach (1860), O gorączce tyfoidalnej (1865), Zapalenie międzyzrazikowe wątroby (1866), Choroba Basedowa (1866). Działalność edukacyjna bywa nawet uznawana za najistotniejsze pole jego pracy społecznej.
Kolejnymi – najważniejszymi i najobszerniejszymi – jego pracami medycznymi były już Metoda wynajdywania... oraz Zimnica. W pierwszej z nich wprowadził nieużywane już pojęcie „momentu chorobowego”, oznaczające dowolny samodzielny czynnik niekorzystnie modyfikujący stan zdrowia, krytykował natomiast używane wówczas tak zwane „kategorie wskazań medycznych” jako bezużyteczne abstrakcje. Sprzeciwiał się także częstej wówczas rezygnacji z podjęcia terapii w imię naukowej obserwacji naturalnego przebiegu choroby oraz przejawom nihilizmu w medycynie. Jednym natomiast z najważniejszych fragmentów Zimnicy było spostrzeżenie, iż czynnik powodujący malarię, szkodliwy wprawdzie dla organizmu ludzkiego, jest w stanie usunąć przyczyny niektórych innych chorób. Za niezależne rozwinięcie tej koncepcji Julius Wagner-Jauregg otrzymał w roku 1927 Nagrodę Nobla (wtedy jednak niezbędny czynnik – pasożyt Plasmodium vivax – był już znany). Tytus Chałubiński bywa też uważany za prekursora metod działalności lekarskiej innego noblisty, Alberta Schweitzera. Wskutek publikacji tych dwóch prac, później docenionych, stał się założycielem oraz najwybitniejszym spośród wczesnych przedstawicieli polskiej szkoły filozofii medycyny. Jego koncepcje rozwijali przede wszystkim Edmund Biernacki i Władysław Biegański.
Terapie ordynowane przez profesora Chałubińskiego wyróżniały się prostotą stosowanych środków i niechęcią do eksperymentów. Stanowiło to zapewne – obok odosobnienia naukowego – jedną z przyczyn, dla których nie poczynił przełomowych odkryć medycznych. Sporadycznie bywał też krytykowany za rzekome wstecznictwo; można natknąć się na mylne twierdzenia, jakoby chętnie wykonywał upusty krwi, co w istocie czynił bardzo rzadko, w szczególnie uzasadnionych przypadkach. Przeciwnie, Tytus Chałubiński szybko zauważał kluczowe przełomy medyczne: znieczulał eterem niedługo po odkryciu tej metody, Ignacy Baranowski jako jego asystent pojechał do Wiednia, aby opanować technikę laryngoskopii u Friedricha Semeledera, a w ostatnich latach życia profesor zainteresował się rozwojem bakteriologii i wysłał Odona Bujwida do Paryża, gdzie ten nauczył się od Louisa Pasteura produkcji szczepionek przeciw wściekliźnie. W latach 1884–1885, w związku z kolejną epidemią cholery w Europie, powstały też ostatnie prace medyczne Tytusa Chałubińskiego: List o zarazku cholery, Leczenie w cholerze, O cholerze. Jako wyznaczające ówczesny stan wiedzy o tej niebezpiecznej chorobie i napisane przez klinicystę odnoszącego poważne sukcesy w jej leczeniu, zostały one wkrótce przełożone na język niemiecki.

## Poglądy
Tytus Chałubiński był z przekonania demokratą, utrzymywał kontakty ze środowiskiem Cyganerii Warszawskiej; w okresie wypadków przedstyczniowych zbliżył się do obozu margrabiego Wielopolskiego, wierząc w możliwość zreformowania Cesarstwa Rosyjskiego od wewnątrz. Będąc optymistą, uważał pesymizm za wadliwie wyrozumowaną postawę filozoficzną. Sądził, że każdy przejaw dobroci przynosi społeczeństwu wymierną korzyść. Pojmował służbę domową jako równych sobie ludzi uczciwie zarabiających na życie, co w owych czasach stanowiło rzadkość. Dbał o dobro zwierząt. Uważał myślenie analityczne za równie istotne w procesie edukacji jak syntetyczne – była to również koncepcja nowatorska. Spośród pisarzy wysoko cenił Goethego (nauczył się na pamięć Fausta w oryginale) i Krasińskiego (którego zresztą znał osobiście). Był nieregularnie praktykującym katolikiem, podkreślał wagę modlitwy indywidualnej, natomiast sprzeciwiał się nadużyciom popełnianym przez dostojników kościelnych. Nie przejawiał przy tym żadnych uprzedzeń etnicznych ani religijnych, działał na rzecz równouprawnienia Żydów. Przypuszczał, że mózg jest w istocie odbiornikiem reagującym (w przypadku niektórych chorób – nieprawidłowo) na sygnały przekazywane przez duszę, która przebywa poza obszarem wszechświata.

## Powiązania rodzinne

### Pokolenie wstecz
- Szymon Chałubiński (1783–1830) – ojciec Tytusa Chałubińskiego, radomski prawnik, kompozytor amator.
- Teodozja z Wnorowskich Chałubińska (1792–1840) – matka, potomkini średniej szlachty z okolic Radomia.
- Barszczewska (imię nieznane) – matka chrzestna, dzięki jej pomocy finansowej Tytus Chałubiński mógł studiować; w podeszłym wieku zamieszkała u niego w Warszawie[73][5][82].

### W tym samym pokoleniu
- Antonina z Kozłowskich Chałubińska (1831–1850) – pierwsza żona (od roku 1848), zmarła młodo na gruźlicę.
- Anna z Leszczyńskich Chałubińska (1831–1911) – druga żona (od roku 1852, w roku 1869 małżeństwo unieważnione), jedynie od niej wywodzą się żyjący potomkowie Tytusa Chałubińskiego.
- Antonina z Wildów Chałubińska, primo voto Krzywicka (1825 lub 1826–1899) – trzecia żona (od roku 1869), narzeczeństwo już w latach czterdziestych XIX wieku (zerwane), nie mieli wspólnych dzieci, często błędnie opisywana jako urodzona w roku 1830; była ważnym oparciem dla męża w ostatnich latach jego życia.
- Teresa z Chałubińskich Dziubińska (? – po 1889) – starsza siostra, wymieniona w testamencie, brak bliższych danych.
- Antonina z Chałubińskich Filipowiczowa (?–1865) – siostra, wcześnie owdowiała, profesor wspierał ją finansowo.
- Maria z Chałubińskich Sikorska (?–1888) – młodsza siostra, wcześnie owdowiała, profesor wspierał ją finansowo, miał z nią stosunkowo najbliższą relację, omyłkowo wymieniona w testamencie.
- Soter Chałubiński (?–1872) – przyrodni brat, znacznie starszy, syn Szymona i Tekli z Wnorowskich (rodzonej siostry Teodozji), od roku 1856 właściciel rodzinnego folwarku w Chociwku, utrzymywali bliskie kontakty.
- Emilia z Kozłowskich Krzyżanowska, primo voto Tomaszewska (? – po 1886) – siostra Antoniny, po jej śmierci w dobrych relacjach z profesorem; czuwała przy umierającym siostrzeńcu.
- Ludwika z Leszczyńskich Kaplińska (?–1911) – znacznie młodsza siostra Anny, po śmierci rodziców podopieczna Tytusa Chałubińskiego.
- Aleksander Balicki (około 1821–1905) – mąż Leokadii z Leszczyńskich, także siostry Anny, bliski przyjaciel, towarzysz wypraw górskich, realizator testamentu.
- Kazimierz Krzywicki (1820–1883) – pierwszy mąż Antoniny z Wildów, przyjaciel i współpracownik polityczny[82][83].

### Pokolenie naprzód
- Franciszek Chałubiński (1849–1878), syn Tytusa Chałubińskiego, słabego zdrowia, od roku 1870 praktykant ogrodniczy, rok później zawiesił kontakty z rodziną; pojednał się z ojcem rok przed śmiercią, gdy było już za późno na skuteczną terapię.
- Maria Chałubińska (1853–1857), córka, zmarła na błonicę.
- Eugeniusz Chałubiński (1854–1857), syn, zmarł na błonicę.
- Jadwiga z Chałubińskich Surzycka (1858–1941), córka, działaczka patriotyczna, autorka pracy Szkoła czystości życia; według stanu na rok 2010 żyło dziesięcioro jej potomków.
- Ludwik Chałubiński (1860–1933), syn, taternik i chemik.
- Antonina Chałubińska z d. Topór Kamińska (1877–1957), żona Ludwika, córka Kazimierza Norberta Kamińskiego (1840 – ok. 1890), uczestnika powstania styczniowego[84].
- Edward Chałubiński (około 1840–1863), syn Sotera, w latach 1852–1862 wychowanek profesora.
- Władysław Chałubiński (1843–1869), syn Sotera, w latach 1852–1862 wychowanek profesora.
- Kazimierz Filipowicz (1845–1891), syn Antoniny, lekarz i botanik, współpracownik.
- Karol Filipowicz (1850–1902), syn Antoniny, po śmierci matki wychowanek Tytusa Chałubińskiego, ekonomista rolny, współautor Encyklopedii rolniczej.
- Elżbieta z Krzywickich Bończa-Tomaszewska (? – po 1927), córka Kazimierza i Antoniny z Wildów, od roku 1872 pod opieką profesora, który traktował ją jak córkę, pod jego wpływem stała się Polką (jako jedyna z tej gałęzi rodziny), wykształcona artystka, charytatywna działaczka edukacyjna, autorka wspomnień.
- Maria Krzywicka (? – po 1889), córka Kazimierza i Antoniny z Wildów, od roku 1872 pod opieką profesora, obecna przy jego śmierci, brak bliższych danych.
- Kazimierz Krzywicki młodszy (1860–1901), syn Kazimierza i Antoniny z Wildów, chirurg, tłumaczył prace Tytusa Chałubińskiego na język niemiecki, był jednym z lekarzy opiekujących się nim w ostatnim roku życia.
- Jan Alfons Surzycki (1850–1915), mąż Jadwigi, prawnik, ekonomista, przemysłowiec, działacz oświatowy i społeczny, prowadził ożywioną korespondencję z profesorem i często korzystał z jego porad w prowadzeniu interesów[85][82][86].

### Dwa pokolenia naprzód
- Maria z Surzyckich Rudnicka (1879–1928), wnuczka Tytusa Chałubińskiego.
- Anna z Surzyckich Jurakowska (1882–1964), wnuczka Tytusa Chałubińskiego.
- Jadwiga Surzycka młodsza (1887–1888), wnuczka Tytusa Chałubińskiego.
- Tomasz Surzycki (1889–1970), wnuk Tytusa Chałubińskiego.
- Aniela Chałubińska (1902–1998), wnuczka Tytusa Chałubińskiego, urodzona po jego śmierci, geolog i geograf, autorka wspomnień.
- Lesław Chałubiński (1907–1940), wnuk Tytusa Chałubińskiego, urodzony po jego śmierci.
- Stefan Chałubiński (1909–2001), wnuk Tytusa Chałubińskiego, urodzony po jego śmierci, taternik, ratownik TOPR, dla uczczenia pamięci dziadka doprowadził do powstania pomnika przyrody „Las Chałubińskich”.
- Tytus Chałubiński młodszy (1915–1933), wnuk Tytusa Chałubińskiego, urodzony po jego śmierci, zginął wskutek wypadku taternickiego[82].

## Kontakty społeczne
Ze względu na sławę lekarską i szerokie zainteresowania, Tytus Chałubiński miał styczność z wieloma wybitnymi postaciami swojej epoki, szczególnie – oprócz lekarzy – z artystami i działaczami społecznymi. Leczył Zygmunta Krasińskiego, Józefa Kraszewskiego, Henryka Sienkiewicza i Jana Matejkę, mylne są natomiast twierdzenia, jakoby znał Cypriana Norwida lub Edwarda Dembowskiego. Był dobrym znajomym Teofila Lenartowicza, który napisał wiersz na jego cześć, co uczynił także Władysław Anczyc oraz Antoni Pietkiewicz. Bolesław Prus jeszcze za jego życia wzmiankował go wielokrotnie w powieści Anielka jako wybitnego lekarza, co stanowiło ewenement w literaturze światowej. Profesor przyjaźnił się także z Aleksandrem Świętochowskim, udzielał porad lekarskich rabinowi Meiselsowi i darzył go wielkim uznaniem, a od bankiera Leopolda Kronenberga, z którym współpracował w Delegacji Miejskiej i którego rodziną opiekował się medycznie, w roku 1877 otrzymał w darze kamienicę (Dom Kraszewskiego). W praktyce lekarskiej nie uznawał różnic wyznaniowych i politycznych, leczył namiestnika Gorczakowa, a także (bezpłatnie) śmiertelnie chorą synową niesławnego rektora Pelikana.
W okresie zakopiańskim Tytus Chałubiński stał się ośrodkową postacią znacznego ruchu towarzyskiego. Prawdopodobnie jego świadomym zamysłem było stworzenie platformy swobodnej wymiany myśli pomiędzy polskimi patriotami trzech zaborów, zabezpieczonej przed szpiegami i żandarmami oraz zdolnej usprawnić krystalizację nowych koncepcji niepodległościowych, co też w znacznej mierze powiodło się. Chętnych do tego znajomych, jak na przykład Bronisława Dembowskiego (męża Marii) i Bronisława Rajchmana, zabierał na wyprawy tatrzańskie. Nawiązał bliskie kontakty z licznymi góralami (Sabała, Wojciech Roj), a także z księdzem Józefem Stolarczykiem. Współpracował z Heleną Modrzejewską przy działalności charytatywnej. W roku 1882 podejmował w Zakopanem dwóch znaczących belgijskich polityków, Karela Bulsa i Auguste′a Couvreura, nie zachowały się jednak szczegółowe informacje o tematyce ich rozmów. Wspierał Ignacego Paderewskiego i odegrał znaczną rolę w jego rozwoju muzycznym; zawiadomiony o beznadziejnym stanie profesora, na jesieni 1889 roku kompozytor pospieszył umyślnie z Wiednia, aby ostatni raz zagrać dla niego. Nie mniej istotne znaczenie pomoc Tytusa Chałubińskiego miała także dla Andrzeja Chramca, pierwszego górala podhalańskiego, który ukończył studia wyższe.

## Taternictwo
Nie są znane żadne bliższe szczegóły dotyczące wycieczek tatrzańskich Tytusa Chałubińskiego odbytych przed rokiem 1873. Wtedy, podczas pierwszej po kilkunastoletniej przerwie bytności na Podhalu, przemierzył znaczną część dzisiejszych Tatr polskich graniami z zachodu na wschód, a także zwiedził Dolinę za Bramką. W roku następnym podjął próbę zdobycia Gerlacha, towarzysząc Józefowi Stolarczykowi. Atak nie powiódł się, ale w ramach wyprawy dokonano pierwszego wejścia na Ponad Ogród Turnię. Informacje o większości wycieczek z tych dwóch lat nie zachowały się. W roku 1875 profesor najintensywniej zbierał minerały tatrzańskie, przy czym zdobył trzy najwyższe szczyty tego łańcucha (Gerlach, Łomnicę i Lodowy Szczyt), co wówczas było znacznym osiągnięciem taternickim. Zwiedził także Czerwone Wierchy (dwukrotnie), Giewont oraz inne szczyty w pobliżu Zakopanego.
Lata 1876–1878 były okresem najintensywniejszej działalności taternickiej Tytusa Chałubińskiego, wówczas też zajął się zbieraniem mchów tatrzańskich na potrzeby swoich badań briologicznych. W roku 1876 zwiedził obszar Tatr Bielskich oraz zdobył Krywań, w drodze powrotnej pokonując Koprową Przełęcz oraz Mięguszowiecką Przełęcz pod Chłopkiem. 10 sierpnia osiągnął Rysy i Wysoką (III wejście), a w drodze powrotnej następnego dnia dokonał pierwszego przejścia Przełęczy pod Kozią Strażnicą. We wrześniu prawdopodobnie jako pierwszy turysta przekroczył Kozią Przełęcz (według mniejszościowego poglądu mogła to być Przełączka nad Buczynową Dolinką, wówczas także jeszcze dziewicza), a następnie wszedł na Kozi Wierch. W roku 1877 ponownie zwiedził granie Tatr Zachodnich, Rysy i Mięguszowiecką Przełęcz pod Chłopkiem, a także Krywań. W dniach od 31 lipca do 6 sierpnia odbył długą wyprawę eksploracyjną we wschodnią część Tatr Wysokich, podczas której zdobył Kołowy Szczyt (III wejście) i zszedł z niego nową, trudną drogą do Doliny Kieżmarskiej; następnie powtórzył wejście na Łomnicę, a w drodze powrotnej przeszedł jeszcze przez Krzyżne. Ekspedycja ta często jest błędnie datowana na rok 1878 lub 1879, a Michał Jagiełło opisywał owo zejście jako stosunkowo nierozważne.
W roku 1878 Tytus Chałubiński zwiedził Dolinę Kamienistą, a podczas powrotu z wycieczki mającej na celu obejrzenie południowego podnóża Tatr wskutek załamania pogody zabłądził w Dolince Lodowej i z trudem powrócił do Zakopanego. W dniach 7–12 września odbył „wycieczkę bez programu” opisaną przez niego w Sześciu dniach w Tatrach, podczas której ponownie zdobył Gerlach, z którego zszedł Batyżowieckim Żlebem (II przejście); powrócił także na Wysoką, Rysy i Murań. Odtąd już rzadko podejmował próby nowych przejść, przeważnie ograniczając się do znanych sobie tras. W roku 1879 powrócił na Rysy i na Lodowy Szczyt, eksplorował masyw Giewontu, a 26 sierpnia w ramach długiej wycieczki okrężnej zdobył Kończystą. Następnego roku odbywał przeważnie krótsze wycieczki, jednak w dniach 18–26 sierpnia przemierzał Tatry Wysokie, przy czym 21 sierpnia odkrył nową, trudną drogę na Lodowy Szczyt (południowo-zachodnią ścianą), a 23 sierpnia wspiął się na Kończystą wprost od północy (przez Przełęcz koło Drąga), co także mogło być pierwszym przejściem. W kolejnych latach ambitniejsze wycieczki pojawiały się już tylko sporadycznie: w roku 1881 powrócił na Krywań i Kończystą, rok później na Mięguszowiecką Przełęcz pod Chłopkiem i Rohacze, a w roku 1884 zdobył Świnicę. Ostatnia wycieczka tatrzańska profesora, przerwana przez atak choroby, odbyła się w lipcu 1887 roku.
Tytus Chałubiński przyczynił się walnie do rozwoju taternictwa, a nawet – w sensie słownikowym – stworzył to pojęcie. Rozwinął zupełnie nowy styl wędrówek, uwzględniający pewną liczbę turystów przemieszczających się wraz z obszernym taborem góralskim, składającym się z przewodników, tragarzy i muzykantów. Nocowano przeważnie w przygodnych miejscach, w wyższych partiach dolin – wieczory upływały na pogadankach, muzyce i tańcach przy ognisku. Wszystkie dłuższe wyprawy profesora odbyły się właśnie w takiej formule. Ich celem były nie tylko doznania estetyczne i sportowe, lecz także badanie zjawisk przyrodniczych, poprawa zdrowia uczestników oraz kształcenie nowych przewodników. Wycieczki prowadzili tacy znawcy Tatr, jak Szymon Tatar starszy, Maciej Sieczka, Jędrzej Wala starszy, Wojciech Roj starszy; regularnym uczestnikiem był także Sabała.
Sława tych przedsięwzięć, nazywanych (od podtytułu książki Sześć dni w Tatrach) „wycieczkami bez programu”, rozniosła się szeroko wśród Polaków. Tytusowi Chałubińskiemu zaczęto powszechnie przyznawać miano „króla Tatr” (w opinii Zbigniewa J. Wójcika bezpodstawne). Istotnie, był on prawdopodobnie na wszystkich szczytach i przełęczach tatrzańskich, na które były wówczas znane drogi, uzyskał też kilka pierwszych wejść. Zdaniem Jana Alfreda Szczepańskiego, jego ważnymi osiągnięciami taternickimi były przede wszystkim: I turystyczne przejście Koziej Przełęczy, II zejście z Gerlachu w Dolinę Batyżowiecką, III wejście na Kołowy Szczyt, I przejście Zadniej Piarżystej Przełęczy, I przejście południowo-zachodniej ściany Lodowego Szczytu. Należy jednakże zaznaczyć, że najistotniejsze zasługi profesora w dziedzinie taternictwa nie miały wymiaru sportowego, dotycząc raczej rozwoju badań naukowych, a także upowszechnienia i uszlachetnienia koncepcji wspinaczki górskiej wśród polskiego społeczeństwa, uczynienia znajomości Tatr znaczącą dziedziną patriotyzmu. Cały okres jego działalności na tym obszarze określa się w historii taternictwa mianem „epoki Chałubińskiego”, po której nastąpił około dziesięcioletni zastój w poznawaniu tych gór.

## Upamiętnienie
Tytus Chałubiński, zgodnie ze swoim jednoznacznym życzeniem, został skromnie pochowany na starym cmentarzu zakopiańskim, choć opinia publiczna dopominała się hucznych uroczystości i pogrzebu na Skałce lub budowy osobnego grobowca. W Zakopanem uczczono go także dwoma pomnikami, jednym w centrum miasta (wspólnym z Sabałą), drugim – dłuta Wojciecha Korpala – na Chramcówkach. Istniał także pomnik w Warszawie, ale uległ zniszczeniu podczas powstania i nie został odtworzony. W stolicy umieszczone są natomiast dwie tablice pamiątkowe: na Domu Kraszewskiego przy ul. Mokotowskiej 48, w którym Tytus Chałubiński mieszkał w latach 1877–1887, oraz w Collegium Anatomicum Warszawskiego Uniwersytetu Medycznego, odsłonięta 26 listopada 2014 roku.
Ulice jego imienia znajdują się w Warszawie, Krakowie, Łodzi, Wrocławiu, Gdańsku, Kielcach, Zakopanem, Bydgoszczy, Radomiu, Wałbrzychu, Rybniku, Koszalinie, Siedlcach, Nowej Soli, Skarżysku-Kamiennej, Mielcu i Grodzisku Mazowieckim. W Warszawie, Zakopanem, Radomiu i Częstochowie nazwano jego imieniem także szpitale, a w Warszawie, Radomiu i Myślenicach – licea. O Tytusie Chałubińskim napisano również książki: Tytus Chałubiński Ignacego Baranowskiego, Legendowe postacie zakopiańskie Ferdynanda Hoesicka, Zapiski warszawskiego konsyliarza Marcina Łyskanowskiego, Lekarz starej Warszawy Danuty Bieńkowskiej, Tytus Chałubiński Adama Wrzoska, Tytus Chałubiński Barbary Petrozolin-Skowrońskiej i Król Tatr z Mokotowskiej 8 tej samej autorki; w wielu innych utworach występuje jako postać poboczna, Aniela Szwejcerowa opracowała zbiór jego zachowanych listów, poświęcono mu liczne prace naukowe.
Imieniem Tytusa Chałubińskiego nazwano także (jeszcze za jego życia) Muzeum Tatrzańskie, któremu ofiarował część swoich zbiorów naukowych. Dla jego upamiętnienia Marian Raciborski nazwał odkryty przez siebie gatunek skrzypu Equisetum Chałubińskii, natomiast Jadwiga Wołoszyńska ochrzciła dwa gatunki bruzdnic mianami Peridinium Chałubińskii oraz Chałubińskia tatrica. Na cześć profesora zaprojektowano również medale oraz znaczki pocztowe. Za najważniejszą formę upamiętnienia bywa jednak uważane nadanie jego nazwiska ważnej przełęczy tatrzańskiej (w języku niemieckim także Mięguszowiecki Szczyt Wielki nazywano „Chałubiński-Spitze”).